# Nemško narodno gledališče in Staatskapelle Weimar
Nemško narodno gledališče in Staatskapelle Weimar (Deutsche Nationaltheater und Staatskapelle Weimar (DNT)) je nemška gledališka in glasbena organizacija s sedežem v Weimarju. Gre za dvojno institucijo, ki jo sestavljata Nemško narodno gledališče, zdaj samo v Weimarju in simfonični orkester, znan kot Staatskapelle Weimar. Ima skupno šest odrov po vsem mestu in gosti tudi gostujoče orkestre in gledališke skupine ter se pojavlja v elektronskih medijih.

## Prizorišča
- Glavna hiša (Großes Haus), tradicionalni glavni oder na Theaterplatzu (glasba in gledališče)
- Foyer in studijski oder (Studiobühne), znotraj glavne hiše na Theaterplatzu (glasba in gledališče; kabaret)
- E-Werk Weimar, nekdanji industrijski kraj z dvema prizoriščema, Maschinensaal in Kesselsaal (glasba in gledališče)
- Kongresni center New weimarhalle (koncerti Staatskapelle Weimar)

## Staatskapelle Weimar

### Zgodovina
Predhodni ansambel Staatskapelle Weimar sega v leto 1482, ko je bil ustanovljen glasbeni ansambel v službi weimarskih Fürsten (knezov). Leta 1602 je ansambel dobil rezidenčni status na dvoru v Weimarju kot Herzogliche Hofkapelle (Ansambel vojvodskega dvora). Pomembna glasbenika v zgodnji zgodovini Staatskapelle Weimar sta bila Johann Hermann Schein (1615–1616) in Johann Sebastian Bach (1705, 1708–1717), ki sta oba nadaljevala v cerkvi sv. Tomaža v Leipzigu. Bach je deloval predvsem kot rezidenčni organist in kapellmeister.
Johann Nepomuk Hummel je služil kot kapelnik ansambla od 1819 do 1837, na imenovanje velike kneginje Marije Pavlovne. Franz Liszt je leta 1842 začel službo kapellmeistra in se zavzemal za glasbo Richarda Wagnerja, Hectorja Berlioza in Petra Corneliusa. S tem in svojimi pedagoškimi dejavnostmi je Liszt okrepil ugled Weimarja kot glasbenega središča, zlasti dirigiral svetovni premieri Wagnerjevega Lohengrin leta 1850 in Corneliusovega Der Barbier von Bagdad leta 1858.
Po Lisztovem odhodu leta 1858 ga je nasledil Eduard Lassen, ki je ostal režiser do svoje upokojitve leta 1895. Lassen je med svojim mandatom dirigiral več svetovnih premier, vključno s prvo uprizoritvijo Samson in Dalila Camilla Saint-Saënsa leta 1877. Richard Strauss je služil kot drugi kapellmeister pod vodstvom Lassena od 1889 do 1894 in vodil premiere lastnega dela Guntram in Hänsel und Gretel Engelberta Humperdincka.
Peter Raabe je leta 1907 postal kapellmeister. Po koncu prve svetovne vojne in razpadu nemškega cesarstva se je ansambel preimenoval v Weimar Staatskapelle. Ernst Praetorius je vodil koncertni in operni program od leta 1924 do 1933. Ker je bila njegova žena Judinja, je Praetorius zapustil položaj, potem ko so se nacionalsocialisti povzpeli na oblast v Nemčiji leta 1933. Paul Sixt je tam vodil dejavnosti med nacističnim režimom.
Po drugi svetovni vojni in koncu nacističnega režima je Hermann Abendroth postal generalni glasbeni direktor (GMD) in glavni dirigent ansambla, ki je deloval od leta 1945 do 1956. Zaporedna GMD-ja ansambla so vključevala Gerharda Pflugerja (1957–1973), Lotharja Seyfarth (1973-1979), Rolf Reuter (1979-1980), Peter Gülke (1981-1982), Hans-Peter Frank (1988-1996), George Alexander Albrecht (1996-2002), Jac van Steen (2002-2005) in Carl St Clair (2005–2008). Oleg Caetani je bil glavni gostujoči dirigent ansambla od 1984 do 1987. Ansambel se je leta 1988 uradno preimenoval v Staatskapelle Weimar.
Septembra 2009 je švedski dirigent Stefan Solyom postal generalni direktor ansambla s prvotno petletno pogodbo. Svoj mandat v Weimarju je zaključil julija 2016. Julija 2015 je ansambel oznanil imenovanje Kirilla Karabitsa za svojega naslednjega GMD in šefa dirigenta, ki velja od sezone 2016–2017, z začetno triletno pogodbo. Junija 2018 je družba objavila, da bo Karabits poleti 2019 zaključil svoj mandat kot njen GMD, potem ko ni mogel doseči pogodbenih pogojev za podaljšanje svojega mandata. Junija 2020 je družba objavila imenovanje Dominika Beykircha za svojega novega šefa dirigenta, ki velja od sezone 2020–2021. Beykirch je pred tem služil kot drugi kapelnik in prvi koordinirani kapelnik v podjetju.